# 扎利耶特河
13°50′38″N 39°00′22″E / 13.844°N 39.006°E

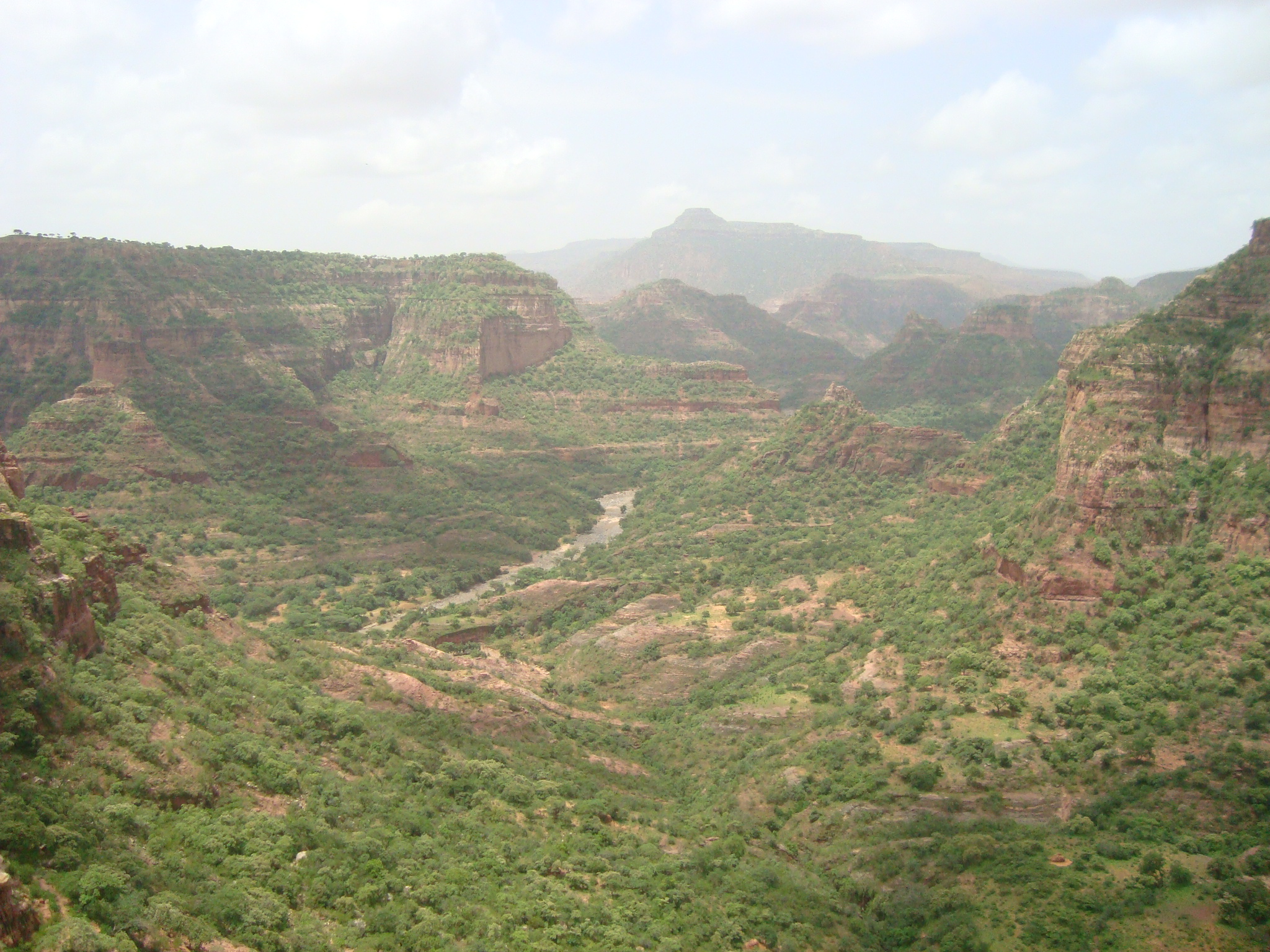

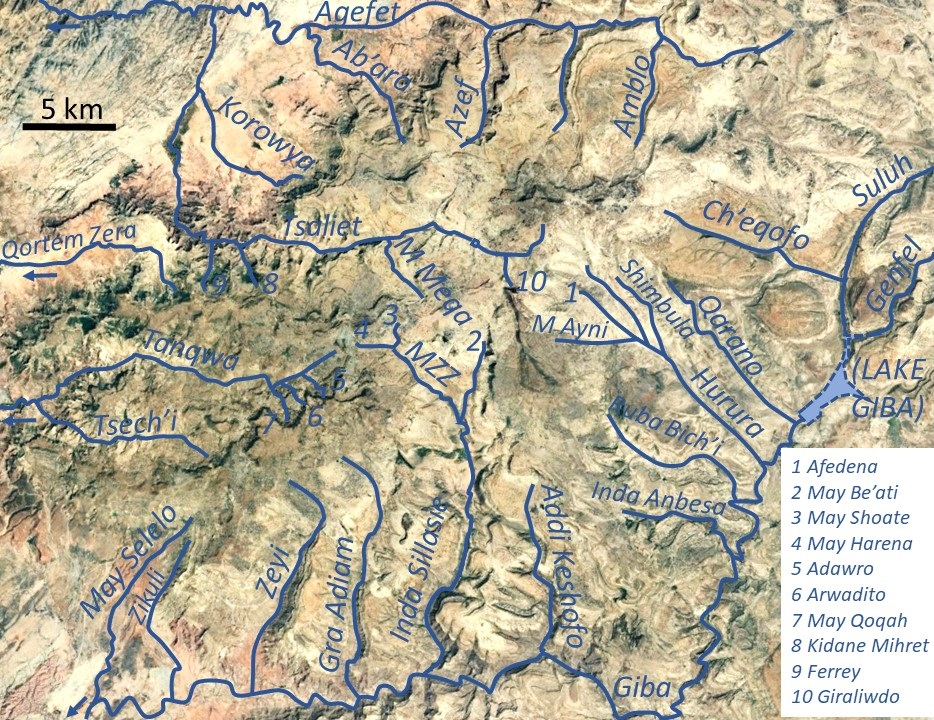

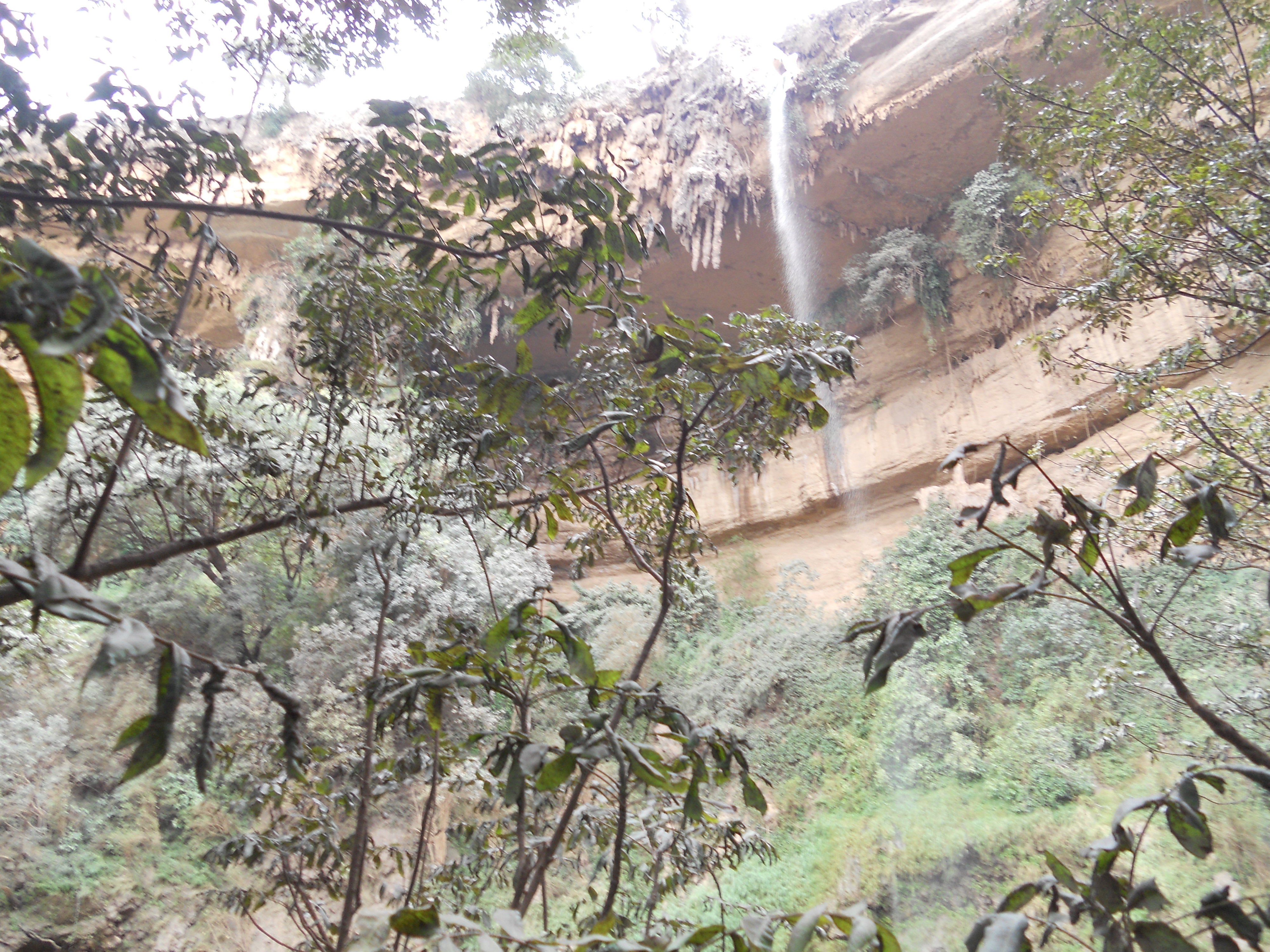

扎利耶特河是埃塞俄比亞的河流，位於該國北部，處於提格雷州，屬於尼羅河流域的一部分，河道全長45公里，該河設有多條徒步徑。